# Ipomoea argentifolia
Ipomoea argentifolia är en vindeväxtart som beskrevs av Achille Richard. Ipomoea argentifolia ingår i släktet praktvindor, och familjen vindeväxter. Inga underarter finns listade i Catalogue of Life.